# 仙境 (土衛六)
仙境（Senkyo）是一個土衛六的表面上，大面積的黑暗區域。
仙境最先由卡西尼－惠更斯號發現，並在2006年時獲得命名。

## 外部連結
- USGS Planetary Nomenclature – Titan（页面存档备份，存于）
- USGS Planetary Nomenclature – Titan（页面存档备份，存于）